# Kerinci
El Monte Kerinci (también escrito Kerintji; otros nombres: Gunung Kerinci, Gadang, Berapi Kurinci, Kerinchi, Korinci) es el volcán más alto de Indonesia, y con sus 3805 metros sobre el nivel del mar es también el pico más alto de la isla de Sumatra. El volcán forma parte del parque nacional de Kerinci Seblat. El volcán está activo y su última erupción fue en 2016.